# سارة لامبرت
سارة لامبرت (بالإنجليزية: Sarah Lambert)‏ هي ممثلة أسترالية، ولدت في 21 يناير 1970.

## وصلات خارجية
- سارة لامبرت على موقع IMDb (الإنجليزية)
- سارة لامبرت على موقع قاعدة بيانات الفيلم (الإنجليزية)